# Maculelê

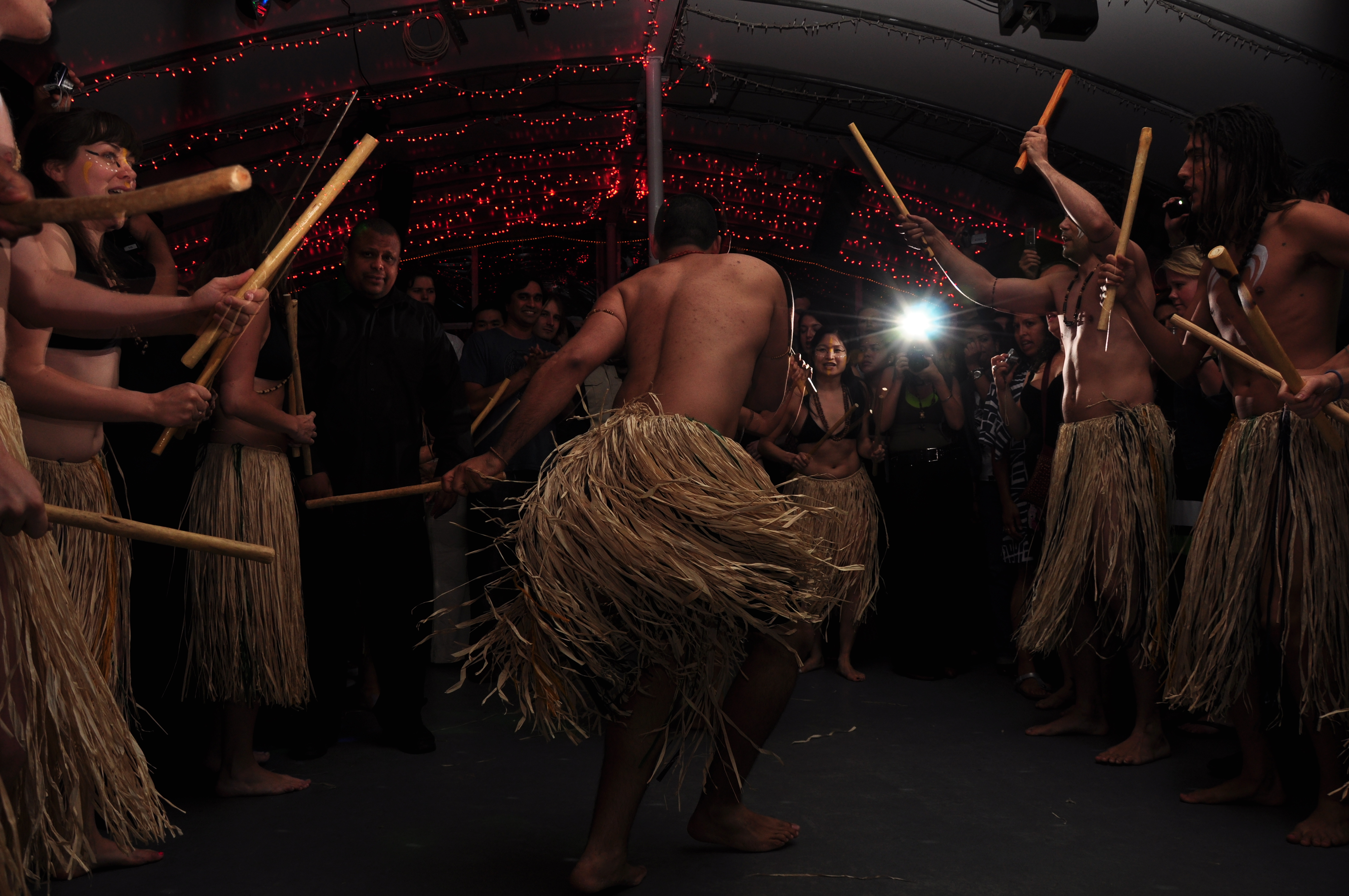
Danzatori maculelê a New York.

Maculele è una danza afro-brasiliana dei rituali legati alla capoeira e al candomblé che tradizionalmente è legata alle feste che si fanno il giorno della candelora.

## Etimologia
Per quanto riguarda l'etimologia del termine, pare che macu derivi dalla lingua yoruba parlata dagli schiavi neri Nagôs, mentre lelê deriva da Malês', schiavi neri musulmani di lingua araba.
Maculelê richiama in sé le danze agli orixa guerrieri dei culti sincretici e si pratica utilizzando bastoni. Alla sua nascita questa danza mimetica si svolgeva nelle coltivazioni di canna da zucchero e gli schiavi mimavano una vera e propria lotta con i machete che poi furono sostituiti con armi di legno per la loro eccessiva pericolosità, oggi da bastoni chiamati grimas.
Oggi il maculelê rimane un rituale legato alla capoeira e i capoeristi più abili lo ballano ancora con i machete, abbigliati con un maribo, riprendendo l'iconografia di Ogun.
Dalla mitologia ad esso legata scaturisce anche una probabile provenienza indigena poiché si pensa che maculelê fosse un membro di una tibù autoctona del Brasile.